# Mauro Caviezel
Pour les articles homonymes, voir Caviezel.
Mauro Caviezel, né le 18 août 1988 à Valbella, dans les Grisons, est un skieur alpin suisse spécialisé dans les disciplines de vitesse et le combiné.
Il est médaillé de bronze en combiné lors des Mondiaux 2017 de St-Moritz, vainqueur du globe du Super G au terme de la saison 2019-2020 de la Coupe du Monde et triple champion de Suisse.

## Biographie
Il est le frère aîné de Gino Caviezel, également skieur alpin en Coupe du Monde. Il a une sœur aînée et une sœur cadette, jumelle de son frère. Leur père, Markus Caviezel, est le propriétaire d'une entreprise de lunettes sportives, Swissflex Eyewear.
Il grandit à Tomils, dans le canton des Grisons.

## Parcours sportif

### Débuts FIS et compétitions junior
Membre depuis son enfance du SC Beverin, il court sa première compétition officielle de la FIS en 2003 et fait ses débuts en équipe nationale au Festival olympique de la jeunesse européenne en 2005, où il remporte la médaille de bronze au super G.
Entre 2006 et 2008, il dispute les Championnats du monde junior, obtenant comme meilleur résultat une cinquième place en slalom lors de l'édition 2007 à Flachau.

### Débuts en Coupe d'Europe et Coupe du monde
Il participe à sa première course de Coupe du monde de ski alpin le 9 mars 2008, lors d'un slalom à Kranjska Gora. Il ne marque cependant ses premiers points que près de six ans plus tard, à l'occasion d'un super combiné à Wengen le Modèle:Date-17 janvier 2014 (12e), après une victoire en Coupe d'Europe au même lieu six jours auparavant.
Il monte sur son premier podium en Coupe d'Europe au super combiné de Sarntal en mars 2010. Ensuite, il prend la cinquième place du combiné de Kitzbühel.
Sélectionné pour les Jeux olympiques de 2014 à Sotchi, il finit 28e du slalom géant et ne finit pas le super combiné.
En 2014-2015, il réalise ses premières performances de niveau mondial en vitesse, notamment avec une cinquième place au super G de Méribel en fin de saison.
À l'été 2016, il se blesse à la main, mais récupère à temps pour la saison suivante.

### Premiers podiums de Coupe du monde
Lors des championnats du monde 2017, il remporte la médaille de bronze du combiné, derrière Luca Aerni et Marcel Hirscher. Quelques semaines plus tard, il monte sur son premier podium de Coupe du monde à l’occasion du super-G d’Aspen.
Lors de la saison 2018-2019, il montre trois fois de suite sur le podium : il est troisième du super-G de Lake Louise puis le week-end suivant deuxième des descente et super-G de Beaver Creek, résultats qu'il complète de nombreux top 10 au point d'obtenir avec 90 points la troisième place du classement du combiné, et d'établir ses nouveaux records de points à la fois en descente, en super-G et au général. Sa régularité en Super G lors de la saison 2019-2020 lui permet de gagner le petit globe de cristal de la discipline avec six Top 5 en six courses dont trois podiums, mais pas de victoire, ce qui suscite un peu l'intérêt des médias nationaux.
En juin 2020, il se déchire le tendon d'Achille lors d'un entraînement de condition physique, ce qui le conduit à se faire opérer du pied gauche.[réf. nécessaire]

### Première victoire en Coupe du monde, blessures et retraite sportive
En décembre 2020, il remporte sa première victoire en Coupe du monde au super G de Val d'Isère, dix centièmes devant Adrian Smiseth Sejersted, sur la piste même où son idole de jeunesse et mentor Silvano Beltrametti avait chuté 19 ans plus tôt. Le lendemain, il se fait une fracture au doigt lors de la descente. Il chute ensuite à l'entraînement à Garmisch-Partenkirchen, ce qui lui donne une commotion cérébrale et une blessure au genou,. Il arrive à être au départ des Championnats du monde à Cortina d'Ampezzo, mais doit abandonner sur le super G et mettre un terme prématuré à sa saison.
Ressentant encore les effets de sa chute de l'hiver précédent, il doit d'abord renoncer à la tournée nord-américaine au début de la saison 2021-2022,,, avant de faire totalement l'impasse sur l'intégralité de la saison car toujours incapable d'avoir une vision nette dès qu'il se met en position accroupie.
À son retour à la compétition le 26 novembre 2022  à Lake Louise, il est éliminé lors de la descente après avoir réussi un bon début de course et, le lendemain, il chute violemment sur la tête pendant le Super G alors qu'il était en train de réaliser un bon temps, subissant un traumatisme crânien. Il donne des nouvelles rassurantes quelques jours plus tard, mais annonce le 10 janvier 2023 prendre sa retraite sportive avec effet immédiat.

## Palmarès

### Jeux olympiques
| Édition / Épreuve   | Descente | Super G | Slalom géant | Super combiné |
| ------------------- | -------- | ------- | ------------ | ------------- |
| JO 2014 Sotchi      | —        | —       | 28e          | DNF           |
| JO 2018 Pyeongchang | 13e      | DNF     | —            | 12e           |

### Championnats du monde
| Édition / Épreuve                 | Descente | Super G | Super combiné |
| --------------------------------- | -------- | ------- | ------------- |
| Mondiaux 2015 Vail - Beaver Creek | —        | 17e     | 13e           |
| Mondiaux 2017 Saint-Moritz        | 21e      | 20e     | Bronze        |
| Mondiaux 2019 Åre                 | 9e       | DNF     | 7e            |
| Mondiaux 2021 Cortina d'Ampezzo   | -        | DNF     | -             |

### Coupe du monde
- Première course : 9 mars 2008 : slalom de Kranjska Gora, DNF1
- Premier top30 : 17 janvier 2014 : combiné de Wengen, 12ème
- Premier top10 : 26 janvier 2014, combiné de Kitzbühel, 5ème
- Premier podium : 16 mars 2017, Super G d'Aspen, 3ème
- Première victoire : 12 décembre 2020, Super G de Val d'Isère
- Meilleur classement général : 7e en 2019 et 2020
- Vainqueur du Globe de Super G en 2020.
- 12 podiums (9 en super G, 2 en descente et 1 en combiné), dont 1 victoire.

#### Détail de la victoire
| Saison / Épreuve | Super G     | Total |
| 2020-2021        | Val d'Isère | 1     |
| Total            | 1           | 1     |

| Saison / Classement | Général | Général | Descente | Descente | Super G | Super G | Combiné | Combiné | Parallèle | Parallèle |
| Saison / Classement | Class.  | Points  | Class.   | Points   | Class.  | Points  | Class.  | Points  | Class.    | Points    |
| ------------------- | ------- | ------- | -------- | -------- | ------- | ------- | ------- | ------- | --------- | --------- |
| 2013-2014           | 77e     | 67      | –        | –        | –       | –       | 6e      | 67      | -         | -         |
| 2014-2015           | 42e     | 197     | 38e      | 35       | 19e     | 100     | 8e      | 62      | -         | -         |
| 2016-2017           | 33e     | 263     | 24e      | 74       | 10e     | 135     | 10e     | 54      | -         | -         |
| 2017-2018           | 23e     | 358     | 12e      | 177      | 15e     | 91      | 5e      | 90      | -         | -         |
| 2018-2019           | 7e      | 696     | 5e       | 282      | 3e      | 324     | 3e      | 90      | -         | -         |
| 2019-2020           | 7e      | 669     | 10e      | 220      | 1er     | 365     | 8e      | 80      | 39e       | 4         |
| 2020-2021           | 22e     | 307     | 24e      | 82       | 4e      | 225     | -       | -       | -         | -         |

### Coupe d'Europe
- Première course : 1er février 2006, descente de Veysonnaz, 35ème
- Premier top30 : 26 novembre 2006, slalom de Salla, 23ème
- Premier top10 : 21 décembre 2007, combiné de Zauchensee, 8ème
- Premier podium : 3 mars 2010, combiné de Sarntal, 3ème
- Première victoire : 11 janvier 2014, descente de Wengen
- Meilleur classement général : 19ème en 2011
- Meilleur classement en Super G : 5e en 2011
- Meilleur classement en descente : 8ème en 2014
- 5 podiums, dont 1 victoire (en descente).

### Championnats du monde juniors
| Édition / Épreuve                           | Descente | Super G | Slalom géant | Slalom |
| ------------------------------------------- | -------- | ------- | ------------ | ------ |
| Mondiaux 2006 Mont Sainte-Anne et Le Massif | 6e       | 9e      | 13e          | 17e    |
| Mondiaux 2007 Altenmarkt et Flachau         | 22e      | 7e      | DNF          | 5e     |
| Mondiaux 2008 Formigal                      | 26e      | DNF     | DNF          | DNF    |

### Festival olympique de la jeunesse européenne
- Médaille de bronze du super G en 2005 aux Crosets.

### Championnats de Suisse
Champion de Suisse de Super G 2011
 Champion de Suisse de Super G 2014
 Champion de Suisse de descente 2015
 Vice-champion du combiné 2010
 Vice-champion du combiné 2011
 Vice-champion du combiné 2015
 Troisième du slalom 2009
 Troisième de la descente 2017